# لواسية
اللواسية (الاسم العلمي: Loasaceae) هي فصيلة من النباتات تتبع رتبة القرانيات من طائفة ثنائيات الفلقة.

## التصنيف
- اللواساوات
  - اللواساوية
    - اللواسة
- المنتزلياوات
  -     - المنتزلية